# Xiphidiopsis fanjingshanensis
Xiphidiopsis fanjingshanensis is een rechtvleugelig insect uit de familie sabelsprinkhanen (Tettigoniidae). De wetenschappelijke naam van deze soort is voor het eerst geldig gepubliceerd in 2006 door Shi & Du.